# Midnight Commander
Midnight Commander – menedżer plików w systemach uniksowych należący do wolnego oprogramowania. Midnight Commander przypomina wyglądem Norton Commandera – bardzo podobny interfejs użytkownika, te same skróty klawiaturowe i klawisze funkcyjne.
MC jest wizualną powłoką systemową, dzięki czemu wszystkie operacje można wykonać bez wpisywania jakichkolwiek poleceń, używając tylko semigraficznego interfejsu. Pozwala on na wykonywanie operacji na plikach za pomocą myszki, klawiszy funkcyjnych (F1 – F12 na klawiaturze) i kursora. TUI Midnight Commandera podzielony jest na dwa panele, a każdy z nich wyświetla pliki bądź informacje o nich, co upraszcza wykonywanie operacji, takich jak przenoszenie czy kopiowanie plików.
Cały interfejs użytkownika zbudowany jest w oparciu o tryb tekstowy, dzięki czemu możliwe jest korzystanie z programu np. za pomocą klienta SSH itp.

## Funkcjonalność
- podgląd i wyodrębnianie zawartości skompresowanych archiwów
- zarządzanie prawami dostępu do plików i katalogów (chmod, chown)
- zintegrowany lekki edytor zwany mcedit, oferujący podświetlanie składni, automatyczne wcięcia, makra oraz prostą współpracę z innymi narzędziami
- łączenie się z serwerami (FTP, FISH i SMB) z udostępnieniem ich zawartości w jednym z wybranych okien; na tak podłączonym zdalnym systemie plików można przeprowadzać standardowe operacje (w zależności od typu połączenia) – przeglądanie, kasowanie i kopiowanie plików lub zmianę uprawnień.